# Antiépileptique

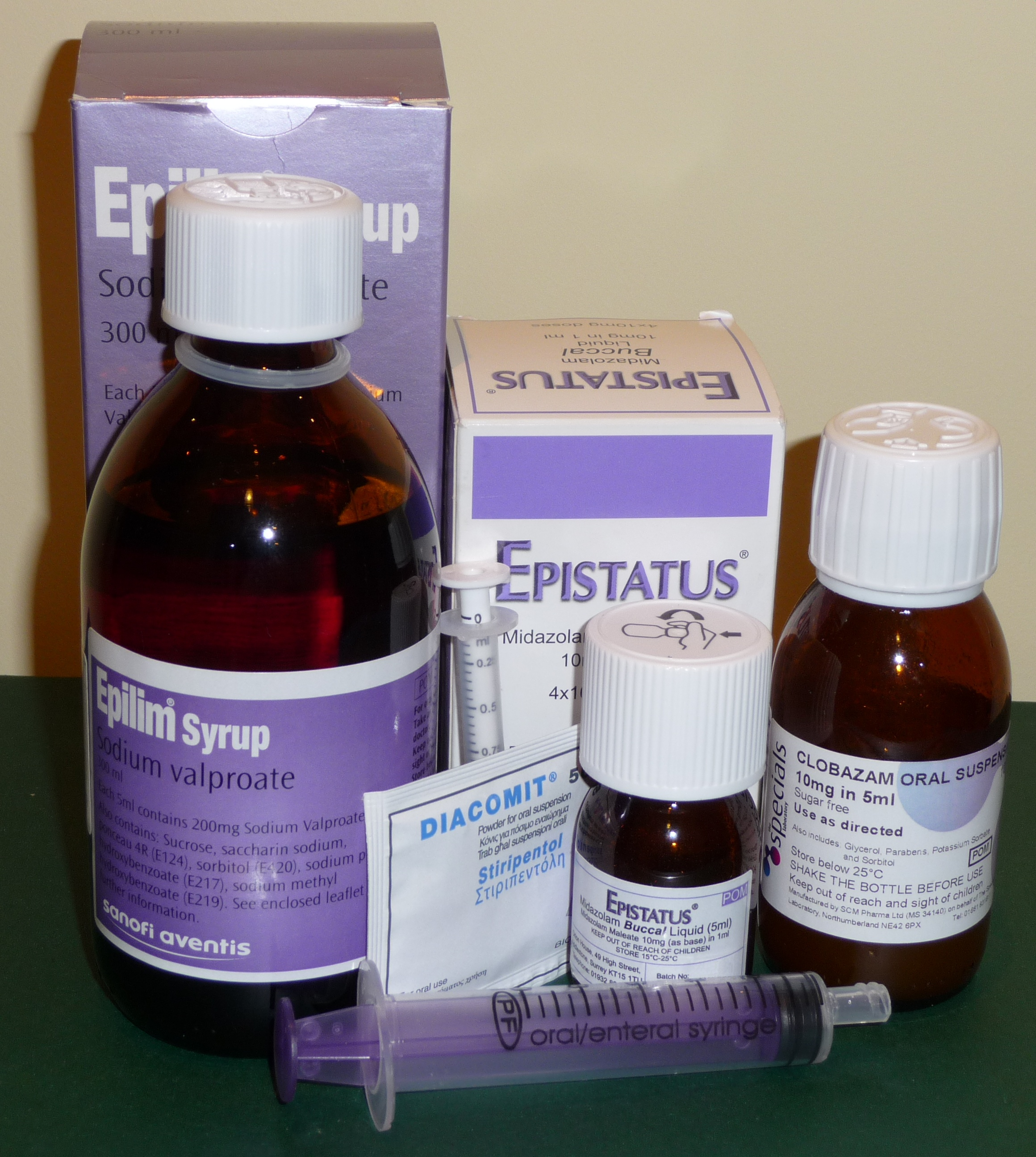
Quelques anticonvulsivants : valproate de sodium, stiripentol, clobazam et midazolam

Les antiépileptiques , anticonvulsifs, anticonvulsivants ou anticomitiaux, appartiennent à un groupe varié de médicaments utilisés dans la prévention ou l'occurrence de l'épilepsie.
Leur action est symptomatique et non pas curative (ils sont capables de diminuer la sévérité des crises, la fréquence de celles-ci, voire de les supprimer complètement (pour 60 % des patients approximativement), mais l'arrêt du traitement signe leur reprise).
De plus, dans un tiers des cas environ, l'épilepsie est rebelle au traitement médicamenteux. On parle alors d'épilepsies pharmaco-résistantes.
Ils peuvent parfois être indiqués dans d'autres pathologies, comme antalgiques, anxiolytiques ou thymorégulateurs, selon les cas.
Une crise d’épilepsie résulte d’une décharge neuronale excessive et hyper-synchrone au niveau du cortex cérébral. Si la décharge intéresse l’ensemble des deux hémisphères cérébraux on parle alors de crises d’épilepsie généralisées et si seulement certaines parties du cerveau sont atteintes nous parlerons de crises partielles.
Dans les crises généralisées nous retrouverons : les absences, les crises myocloniques, les crises cloniques, les crises toniques, les crises tonico-cloniques (encore appelées Grand Mal), et enfin les syndromes de West et de Lennox-Gastaut.
Les crises partielles peuvent être simples ou complexes. Ce qui les distingue étant l’état de conscience du sujet lors de la crise d’épilepsie. Si la crise ne s’accompagne pas de perte de conscience on parle alors de crises partielles simples, et si la crise est accompagnée d’une perte de conscience on parle alors de crises partielles complexes.
Cette décharge excessive serait due à une raréfaction des afférences GABAergiques au niveau du foyer épileptogène. En effet, l’acide γ-aminobutyrique encore appelé GABA est le neurotransmetteur inhibiteur principal du système nerveux central, il a pour rôle d’hyperpolariser les membranes neuronales évitant ainsi que tous les neurones déchargent en même temps. S’il y a une raréfaction des afférences GABAergiques au niveau du foyer épileptogène, les neurones seraient alors soumis à un flux constant de messages nerveux excitateurs déclenchant alors des potentiels d’action de façon continue (c’est la crise d’épilepsie). Les traitements antiépileptiques vont tenter de rétablir l’équilibre entre les différents stimuli excitateurs et inhibiteurs au niveau neuronal et ainsi faire cesser les crises. Pour ce faire, plusieurs mécanismes existent :
- modulation des canaux ioniques (canaux sodiques et calciques) ;
- augmentation de l’inhibition médiée par le GABA (principal neurotransmetteur inhibiteur du système nerveux central) ;
- diminution de l’action du neurotransmetteur excitateur : le glutamate.

Pendant plusieurs décennies, le traitement de la maladie épileptique a reposé sur l’utilisation de quatre principaux médicaments anti-épileptiques (phénobarbital, phénytoïne, carbamazépine, valproate de sodium) mis sur le marché entre les années 1910 et 1960, ainsi que sur quelques anti-épileptiques d’appoint (primidone, éthosuximide, benzodiazépines), eux aussi mis sur le marché depuis plus de 30 ans (tableau 1). Jusqu’au début des années 1990, l’arsenal thérapeutique anti-épileptique n’a guère évolué en dehors d’adaptations galéniques ou pharmacocinétiques des anti-épileptiques existants (formes à libération prolongée, fosphénytoïne…) et de la commercialisation du progabide, un agoniste du récepteur GABA-A retiré du marché en raison de la survenue d'effets indésirables hépatiques sévères. Depuis 1990 et surtout depuis 1995, la pharmacopée anti-épileptique s’est enrichie de la mise sur le marché de huit nouveaux anti-épileptiques (vigabatrin, gabapentine, felbamate, lamotrigine, tiagabine, topiramate, oxcarbazépine, lévétiracétam). Cette nouvelle génération d’anti-épileptiques peut correspondre à une deuxième génération sur la base d’une classification purement chronologique.

## Modulation des canaux ioniques

### Canaux sodiques
Les canaux sodiques sont présents dans l’ensemble de notre système nerveux central. Lorsque ces canaux sont activés, l’ouverture des canaux engendre une entrée massive d’ions sodium dans la cellule nerveuse, la cellule dépolarisée peut alors propager l’influx nerveux le long de la membrane cellulaire. 
Après l’ouverture des canaux, ces derniers seront dans état dit « inactivé », qui est l’état situé entre les conformations ouverte et fermée. Lorsqu’ils sont inactivés, les canaux ne peuvent pas se rouvrir immédiatement. Après l’état inactivé, les canaux seront dans l’état fermé, où ils sont imperméables aux ions mais peuvent être activé immédiatement.
Certains antiépileptiques vont se lier préférentiellement aux canaux sodiques lorsque ces derniers sont dans un état inactivé, en se liant ils vont ralentir le passage à un état où les canaux seraient susceptibles d’être de nouveau activé, évitant ainsi les décharges se répétant dans le temps. 
C’est le mécanisme de plusieurs traitements antiépileptiques : la phénytoïne, la carbamazépine, la lamotrigine, l’oxcarbazépine, le felbamate ou encore la valproate de sodium.
La carbamazépine est indiquée dans le traitement des épilepsies partielles ou généralisées, on peut donner ce traitement en première intention à des patients souffrant de crises tonico-cloniques (Grand Mal). La tolérance est habituellement bonne. Il peut y avoir des effets secondaires cutanés, allergiques, neurologiques (somnolence, vertiges), hématologiques (leucopénie, thrombopénie). Ce traitement est contre-indiqué en cas de bloc auriculo-ventriculaire (BAV), de prise d'IMAO (antidépresseurs).
L’acide valproïque ou valproate de sodium est indiqué pour toutes les formes d'épilepsie. Ses effets secondaires sont : digestifs (nausées, vomissements…), alopécie, céphalées, insomnie, pancréatite, hépatite aiguë. Il est contre-indiqué en cas d'antécédents hépatiques et pour les femmes enceintes.
La phénytoïne est moins sédative que le phénobarbital. Les effets secondaires sont cependant nombreux :
- neurologiques : syndrome cérébelleux ;
- hématologiques : thrombopénie, leucopénie (rares) ;
- cutanés ;
- hypertrophie gingivale.

De même que les interactions médicamenteuses. La phénytoïne est contre-indiquée en cas d'antécédents de porphyries.

### Canaux calciques
Les canaux calciques potentiel-dépendants peuvent être divisés en deux catégories : les canaux de bas seuil d’activation et ceux de haut seuil d’activation, en fonction du niveau de potentiel membranaire nécessaire à leur activation. 
Les canaux de bas seuil d’activation sont les canaux de type T s’exprimant au niveau des neurones relais cortico-thalamiques, ils génèrent une onde rythmique de 3 Hz qui est caractéristiques des absences.
Les canaux de haut seuil d’activation sont les canaux de type L, N, P, Q et R. Ils ont des propriétés pharmacologiques différentes. Ces canaux présents dans le système nerveux central se retrouvent au niveau des dendrites, des corps cellulaires et des terminaisons nerveuses. Les types N, P et Q participent au contrôle de la libération des neurotransmetteurs dans la fente synaptique.
Ces canaux calciques seraient responsables des absences encore appelées petit mal, durant l’enfance.
Certains épileptiques auront pour action principale de bloquer ces canaux calciques. 
Par exemple, l’éthosuximide et le valproate de sodium inhiberont les canaux de types T et traiteront donc les absences.
Tandis que la prégabaline et la gabapentine, se liant aux canaux calciques, atténueraient l’influx calcique, réduisant ainsi la libération des neurotransmetteurs excitateurs comme le glutamate, la noradrénaline, etc.

## Augmentation de l'inhibition médiée par le GABA
Le GABA, principal neurotransmetteur inhibiteur chez les mammifères, est libéré dans plus de 40 % des synapses. Son inhibition est connue pour entrainer des convulsions, tandis que sa facilitation provoque un effet anti-convulsivant. Le GABA est synthétisé dans les neurones GABAergiques à partir du glutamate, grâce à l’action de l’acide glutamique décarboxylase(AGD). Une fois dans la fente synaptique, le GABA agit sur trois récepteurs spécifiques : GABAA, GABAB et GABAC. Ces récepteurs ont des fonctions distinctes.
Le récepteur GABAA est couplé aux canaux chlorure, lorsque le GABA vient se fixer sur ce récepteur, les canaux chlorure s’ouvrent entrainant une hyperpolarisation rapide de la membrane. L’hyperpolarisation de la membrane rend plus difficile le passage d’une vague de potentiel d’action, c’est l’effet inhibiteur. 
Le récepteur GABAB est associé à une protéine G. L’activation de ce récepteur entraine une augmentation de la conductance aux ions K+, induisant ainsi une hyperpolarisation des neurones post-synaptiques. 
Comme le récepteur GABAA, GABAC est lié à des canaux chlorure, mais les réponses physiologiques liées à ces récepteurs sont distinctes. En effet, tandis que les réponses obtenues par GABAA sont rapides et passagères, celles obtenues par GABAc sont lentes et soutenues.
Après l’activation des différents récepteurs, le GABA est capturé par des systèmes de transport actif et il sera, soit recyclé en tant neurotransmetteur, soit métabolisé grâce à l’action de la GABAtransaminase. 
- Antiépileptiques exerçant leurs effets par action sur le système GABAergique :

1. La vigabatrine agit comme un inhibiteur de la GABA transaminase, empêchant ainsi le catabolisme du GABA.
2. La tiagabine quant à elle bloque la recapture du GABA en agissant sur le transporteur GAT-1.
3. Les benzodiazépines (diazépam, clonazépam, clobazam) se fixent sur un site des récepteurs GABAA entrainant une plus grande affinité de ces récepteurs pour le GABA. La fréquence d’ouverture du canal se trouve alors augmentée
4. Le phénobarbitale (faisant partie de la famille des barbituriques) se fixe également sur un site des récepteurs GABAA. Cette fixation prolonge le temps d’ouverture du canal chlorure.
5. Le lévétiracétam, quant à lui, aurait pour effet d’inverser l’action inhibitrice du zinc sur l’ouverture du canal chlorure. Zinc libéré par l’intermédiaire des synapses des fibres moussues.

En savoir plus sur le phénobarbital : le phénobarbital s'administre en une prise par jour, souvent le soir car il a un effet sédatif. Effets indésirables : il peut aussi être à l'origine de syndromes cutanés graves tels que le syndrome de Lyell ou le syndrome de Stevens-Johnson, d'un phénomène de sevrage (éviter l'arrêt brutal du traitement), de somnolence, de troubles de l'apprentissage. Il est contre-indiqué en cas d'insuffisance respiratoire, de porphyries. Les interactions médicamenteuses sont nombreuses.

## Diminution de l'action du neurotransmetteur excitateur: le glutamate
Le glutamate est le neurotransmetteur excitateur principal du système nerveux central. Il est synthétisé dans les neurones glutamatergiques à partir de la glutamine. L’enzyme catabolisant cette réaction est la glutaminase.
Après avoir été libéré dans la synapse, le glutamate va agir sur deux types de récepteurs différents : les récepteurs ionotropiques et les récepteurs métabotropiques. Les premiers sont des récepteurs associés à un canal ionique membranaire tandis que les seconds mettent en jeu directement une voie de signalisation.
Il existe trois sous types de récepteurs ionotropiques :
- AMPA : acide α-amino-(3-hydroxy-5-méthylisoxal-4-yl)propionique ;
- kaïnate ;
- NMDA : N-méthyl-D-aspartate.

Ces récepteurs-canaux sont perméables à différents ions, ion sodium, ion potassium ou encore ion calcium selon le sous type de récepteurs.
Les récepteurs AMPA et Kaïnate, activés par le glutamate, sont impliqués dans la neurotransmission excitatrice rapide.  Contrairement aux récepteurs NMDA qui sont impliqués dans les dépolarisations de périodes plus longues.
Les récepteurs métabotropiques quant à eux sont spécialisés dans la libération des neurotransmetteurs au niveau pré-synaptique.
À ce jour[Quand ?], Il n’existe pas d’antiépileptiques ayant une action exclusivement sur le système glutamate. Par exemple, le felbamate, en plus de son action principale sur les canaux sodiques, agira également sur les récepteurs ionotropiques NMDA, afin de stabiliser l’état inactivé de ce récepteur. Ceci participera à renforcer l’activité antiépileptique de la molécule.
Le topiramate, en plus de son action sur la modulation des canaux (sodiques et calciques) et  son effet activateur sur les récepteurs GABAA , aura aussi pour rôle d’atténuer le flux d’ions calcium induit par l’activation des récepteurs AMPA et Kaïnate. Pour ce faire, le topiramate altérera l’état de phosphorylation de ses cibles.

## Molécules à modes d'action multiples
Il existe plusieurs formes d’épilepsies, les crises peuvent être partielles ou généralisées. Les crises partielles peuvent être simples ou bien complexes. Le choix du traitement dépendra donc du type d’épilepsie rencontré par le patient. Certains antiépileptiques sont contre-indiqués dans certaines formes d’épilepsie, ils peuvent même les aggraver. Par exemple, si le patient souffre d’absences qui sont de brefs épisodes d’altération de la conscience, on choisira pour traiter ces absences de l’acide valproïque en premier intention et non pas de la carbamazépine. En effet, la carbamazépine est efficace pour traiter les crises généralisées de type Grand Mal ou encore les crises partielles, mais est inefficace pour traiter les crises généralisées de type « absences ». 
Comme vu précédemment, certains antiépileptiques peuvent avoir des mécanismes d’action sur plusieurs sites pharmacologiques, ce sont donc des molécules à modes d’action multiples. Nous pouvons reprendre l’exemple du topiramate, modulant l’activité des canaux sodiques, calciques, antagonistes sur les récepteurs AMPA/Kaïnate et enfin ayant des effets activateurs sur les récepteurs GABAA. 
Il existe d’autres antiépileptiques présentant ces modes d’action multiples ; parmi eux : l’acide valproïque, le zonisamide ou encore le felbamate, etc.
Ces modes d’action multiples pourraient expliquer le large profil anticonvulsivant de ces antiépileptiques pouvant être prescrits pour plusieurs sous-types d’épilepsies.

## Effets tératogènes
Plusieurs antiépileptiques sont mis en cause pour leur effet tératogène — à savoir le risque de malformation du fœtus — quand ils sont administrés à des femmes enceintes. Des troubles neurodéveloppementaux sont aussi rapportés.
Les molécules incriminées sont :
- acide valproïque, augmentation du risque de malformation d'un facteur 4 à 5 ; troubles neurodéveloppementaux avérés ;
- topiramate, augmentation du risque de malformation d'un facteur 3 (becs-de-lièvre, hypospadias) ;
- phénobarbital, primidone, augmentation du risque de malformation d'un facteur 3 ;
- phénytoïne, fosphénytoïne, augmentation du risque de malformation d'un facteur 2 à 3 ;
- carbamazépine, jusqu'à 3 fois plus de risque de malformation.

En cas de grossesse, « la patiente ne doit pas arrêter ni modifier son traitement sans l'avis d'un médecin » ; elle doit consulter un spécialiste dans les plus brefs délais.